# Calcio Turris 1985-1986
Questa voce raccoglie le informazioni riguardanti la Calcio Turris nelle competizioni ufficiali della stagione 1985-1986.

## Rosa
| N. |                   | Ruolo | Calciatore         |
| -- | ----------------- | ----- | ------------------ |
|    | Italia (bandiera) | D     | Salvatore Amura    |
|    | Italia (bandiera) | A     | Matteo Anastasio   |
|    | Italia (bandiera) | D     | Maurizio Carlà     |
|    | Italia (bandiera) | D     | Lorenzo Cassia     |
|    | Italia (bandiera) | D     | Francesco Cetronio |
|    | Italia (bandiera) | D     | Umberto Comiato    |
|    | Italia (bandiera) | C     | Vincenzo Coscia    |
|    | Italia (bandiera) |       | Esposito           |
|    | Italia (bandiera) |       | Festevole          |
|    | Italia (bandiera) | C     | Giancarlo Guidetti |
|    | Italia (bandiera) | A     | Riccardo Gori      |

| N. |                   | Ruolo | Calciatore           |
| -- | ----------------- | ----- | -------------------- |
|    | Italia (bandiera) | P     | Crescenzo Izzo       |
|    | Italia (bandiera) | C     | Pasquale Matarrese   |
|    | Italia (bandiera) | P     | Giorgio Nasuelli     |
|    | Italia (bandiera) | C     | Vincenzo Papa        |
|    | Italia (bandiera) | A     | Franco Piccinetti    |
|    | Italia (bandiera) | P     | Francesco Priore     |
|    | Italia (bandiera) | A     | Giovanni Russiello   |
|    | Italia (bandiera) | A     | Gennaro Russo        |
|    | Italia (bandiera) | C     | Pasquale Salerno     |
|    | Italia (bandiera) | C     | Francesco Sorrentino |
|    | Italia (bandiera) | A     | Roberto Tufano       |

## Risultati

### Campionato

#### Girone di andata
| 22 settembre 1985 1ª giornata | Turris | 1 – 1 | Rende |  |

| 29 settembre 1985 2ª giornata | Nissa | 1 – 0 | Turris |  |

| Arbitro: | Limone (Acireale) |

|                                              |           |  |
| Salerno 20’ Gaudenzi 44’ Guidetti 46’ (rig.) | Marcatori |  |

| 13 ottobre 1985 4ª giornata | Afragolese | 1 – 0 | Turris |  |

| 20 ottobre 1985 5ª giornata | Turris | 2 – 0 | Ercolanese |  |

| 27 ottobre 1985 6ª giornata | Reggina | 0 – 0 | Turris |  |

| 3 novembre 1985 7ª giornata | Turris | 1 – 1 | Juventus Stabia |  |

| 10 novembre 1985 8ª giornata | Akragas | 0 – 0 | Turris |  |

| 17 novembre 1985 9ª giornata | Turris | 1 – 0 | Ischia Isolaverde |  |

| 24 novembre 1985 10ª giornata | Siracusa | 0 – 1 | Turris |  |

| 1º dicembre 1985 11ª giornata | Turris | 0 – 1 | Pro Cisterna |  |

| 8 dicembre 1985 12ª giornata | Turris | 0 – 1 | Paganese |  |

| 15 dicembre 1985 13ª giornata | Frosinone | 0 – 0 | Turris |  |

| 22 dicembre 1985 14ª giornata | Nocerina | 0 – 0 | Turris |  |

| 5 gennaio 1986 15ª giornata | Turris | 1 – 1 | Canicattì |  |

| 12 gennaio 1986 16ª giornata | Gladiator | 3 – 2 | Turris |  |

| 19 gennaio 1986 17ª giornata | Turris | 1 – 0 | Trapani |  |

#### Girone di ritorno
| 26 gennaio 1986 18ª giornata | Rende | 2 – 1 | Turris |  |

| 2 febbraio 1986 19ª giornata | Turris | 1 – 0 | Nissa |  |

| Arbitro: | Rungger (Bolzano) |

|               |           |  |
| Chiarella 48’ | Marcatori |  |

| 16 febbraio 1986 21ª giornata | Turris | 1 – 1 | Afragolese |  |

| 23 febbraio 1986 22ª giornata | Ercolanese | 1 – 1 | Turris |  |

| 2 marzo 1986 23ª giornata | Turris | 2 – 2 | Reggina |  |

| 9 marzo 1986 24ª giornata | Juventus Stabia | 0 – 2 | Turris |  |

| 23 marzo 1986 25ª giornata | Turris | 1 – 0 | Akragas |  |

| 29 marzo 1986 26ª giornata | Ischia Isolaverde | 1 – 0 | Turris |  |

| 6 aprile 1986 27ª giornata | Turris | 1 – 0 | Siracusa |  |

| 13 aprile 1986 28ª giornata | Pro Cisterna | 2 – 0 | Turris |  |

| 20 aprile 1986 29ª giornata | Paganese | 0 – 1 | Turris |  |

| 4 maggio 1986 30ª giornata | Turris | 1 – 0 | Frosinone |  |

| 11 maggio 1986 31ª giornata | Turris | 2 – 2 | Nocerina |  |

| 18 maggio 1986 32ª giornata | Canicattì | 1 – 0 | Turris |  |

| 25 maggio 1986 33ª giornata | Turris | 3 – 2 | Gladiator |  |

| 1º giugno 1986 34ª giornata | Trapani | 3 – 0 | Turris |  |